# Giochi olimpici invernali silenziosi del 2011
I Giochi olimpici invernali silenziosi del 2011 avrebbero dovuto essere la 17ª edizione dei Deaflympics e si sarebbero dovuti disputare in Slovacchia, a Vysoké Tatry.

## Storia
Durante il 39º congresso del Comitato Internazionale degli Sport dei Sordi, tenutosi a Melbourne il 2 gennaio 2005, la città slovacca di Vysoké Tatry venne scelta per ospitare i Giochi. Circa 438 atleti e 25 Paesi avrebbero dovuto partecipare all'evento, che, tuttavia, fu sospeso l'11 maggio 2010 a causa di problemi organizzativi.

## L'affaire Jaromír Ruda
In seguito al fallimento della 17ª edizione e al danno di immagine per i Deaflympics, il presidente del Comitato Organizzativo Slovacco dei Giochi Silenziosi, Jaromír Ruda, fu accusato di aver sottratto più di 1.700.000 Euro. A causa di queste accuse, fu condannato ad una pena di 13 anni di carcere. Nell’agosto 2011, a seguito di ulteriori accertamenti, fu coinvolto in altre 11 frodi, per un valore totale di 12.500.000 Euro.